# Arawak
L'arawak, ou lokono, (autonyme : Lokono Dian) est une langue amérindienne de la famille des langues arawakiennes parlée par les Lokonos au nord de l'Amérique du Sud, plus précisément en Guyane, au Suriname, au Guyana et au Venezuela.